# Изкуство
Вижте пояснителната страница за други значения на Изкуство.
Изкуството (на старобългарски: искоусъ – опит, изпитание) е разнообразна гама от човешки дейности и произведения, създадени с естетична цел, но също така и комуникативна чрез визуални, слухови или изпълнителни материали, изразяващи въображаемите и техническите умения на автора, предназначени да бъдат оценени заради тяхната красота и емоционален заряд. В най-общата си форма тези дейности включват създаването на произведения на изкуството, критика към вида изкуство, изучаването на историята на изкуството и естетическото разпространение на изкуството.
Изкуството е компонент на културата, което отразява разбирането за икономическите и социални основи, както и предаването на идеи и ценности, присъщо на всяка човешка култура в пространството и времето. Обикновено се смята, че с появата на хомо сапиенс, изкуството първоначално придобива ритуална функция, магическа или религиозна (палеолитното изкуство), но тази функция се променя с развитието на човешките същества, придобива естетически компонент и социална функция, както и образователна, търговска или просто декоративна.

## Определение и неговата еволюция
Идеята на изкуството остава предмет на дълбоки спорове, тъй като неговото определение е отворено за многобройни интерпретации, които варират в зависимост от култура, време, движение, или общество, за които срокът има специфично значение. Думата изкуство има широк смисъл – кулинарно изкуство, медицинско изкуство, бойни изкуства и т.н. В този смисъл то е синоним на способности, умения, талант и опит. Изкуството обаче по-често се разглежда като творческа дейност на човешкото същество, с което произвежда серия от предмети (произведения на изкуството), които са еднозначни и чиято цел е предимно естетическа. Изкуството се разбира като средство за човешко изразяване на творчески характер.
Най-старата документирана форма на изкуство е изобразителното изкуство, което включва създаването на изображения и обекти в области като живопис, скулптура, графика, фотография и други визуални медии. Архитектурата е едно от визуалните изкуства заедно с декоративното изкуство и рекламата, при които се създават творби, където практическото им прилагане е от съществено значение, където те не са част от картина. Например музиката, театърът, филмите, танците и други сценични изкуства заедно с литературата и други медии, като например интерактивни медии са включени в по-широкото определение за изкуство и за сбор от изкуства. До 17 век изкуството е всяко човешко умение или майсторство и не се отличава от занаятите и науките.
В модерното използване след 17 век, когато естетическата гледна точка е от първостепенно значение, художествените изкуства са отделени и се отличават от придобитите умения на човека като цяло, като декоративното или приложното изкуство. Изкуството може да бъде характеризирано с понятия като мимезис (образ на реалността), разказване (разказване на истории), израз, комуникация на емоции или други качества. По време на Романтизма изкуството се възприема като „специална способност на човешкия ум да бъде разделен по религия и наука“. Въпреки че определението за това, какво е изкуство се оспорва и се е променило с течение на времето, общите описания споменават идеята за творчески и технически умения, произтичащи от човешкия индивид и творчество.
Естеството на изкуството и свързаните с него понятия, като творчество и тълкуване се изследват във философски отрасъл, познат като естетика.

## Ролята на художествените и изящни изкуства в света
В перспективата на историята на изкуството художествените творби съществуват почти толкова дълго, колкото човечеството: от ранното праисторическо изкуство до съвременното изкуство.
Няколко диалога на Платон разглеждат въпросите за изкуството. Във „Федър“ (265а-в) Сократ говори за поезията, която е вдъхновена от музите, а не е рационална. Той се изказва с одобрение за тази и други форми на божествена „лудост“ (пиянство, еротика и сънища), но в „Държавата“ счита, че изкуството на Омир и смехът трябва да се обявят извън закона. В „Йон“ обаче Сократ не дава намек за подобно неодобрение към Омир, напротив: Омировата „Илиада“ е описана като боговдъхновено литературно изкуство, което може да служи като морално напътствие, стига да се извърши правилно тълкуване (подобно на Библията днес в съвременния християнски свят).
По отношение на литературното и музикалните изкуства Аристотел смята, че епическата поезия, трагедия, комедия, хвалебствената поезия и музиката са миметични и имитативни изкуства, всяко от което имитира чрез различни среда, различен обект и по различен начин. Например музиката имитира чрез ритъм и хармония, докато танцът имитира само чрез ритъм, а поезията само чрез езика. Формите на изкуството се различават и според обекта на имитация. Комедията например е имитация на хора, по-лоши от обикновено, а трагедията имитира хора, които са малко по-добри от обикновено. Формите се различават и по начина им на имитация – чрез разказ или характер, чрез промяна или без промяна, чрез драма или без драма. Аристотел счита, че имитацията е естествена за човечеството и е едно от предимствата на хората пред животните.
Вторият, доста по-скорошен смисъл на думата изкуство, касае творческото изкуство или изящното изкуство и възниква в началото на 17 век. Изящното изкуство е умение, използвано за изразяване на творчеството на художника и за ангажиране на естетическата чувствителност на аудиторията, а и за привличане вниманието на публиката към по-изтънчено и по-фино произведение на изкуството.
В този естетичен, втори смисъл думата изкуство се отнася за няколко неща: (i) изследване на творческо умение, (ii) процес на използване на творческите умения, (iii) продукт на творческото умение, и (iv) опита на аудиторията с уменията на творчеството. Креативните изкуства (които разглеждат изкуство като дисциплина) са колекция от дисциплини, които произвеждат произведения на изкуството, които произтичат от вътрешния човешки стремеж и изразяват послание, настроение и имат символика за възприемащия да ги тълкува. Изкуството е нещо, което стимулира мислите, емоциите, вярванията или идеите на индивида чрез сетивата. Произведения на изкуството могат да бъдат направени изрично за тази цел и са тълкувани въз основа на изображения и предмети. За някои учени, като Кант науката и изкуството се различават помежду си, като науката е представлява областта на знанието, а изкуството представлява областта на свободата на художественото изразяване.
Ако творческото умението се използва по общ и практичен начин, хората го считат за занаят, а не за изкуство. Също така, ако умението се използва по търговски и промишлен начин, то то е изкуство на търговията, а не изобразително изкуство. От друга страна, занаята и дизайна понякога се считат за приложно изкуство. Някои почитатели на изкуството твърдят, че разликата между изобразителното изкуство и приложното изкуство е свързана повече със стойностните преценки за него, отколкото с конкретна определена разлика. Въпреки това, дори изобразителното изкуство се цели извън чистото творчество и самоизразяване. Целта на произведенията на изкуството е споделянето на идеи, както се случва при политическо, духовно и философско мотивирано изкуство, а също и да се създаде усещане за красота (вижте естетика). Също така и да изследва естеството на възприятието за удоволствие и да генерира силни емоции. Целта може и да е несъществуваща.
Природата на изкуството е описана от философа Ричард Уолхайм като „един от най-неуловимите традиционни проблеми на човешката култура“. Изкуството е определено като средство за изразяване или общуване на емоции и идеи, за изследване и оценяване на формални елементи заради самите тях като мимезис или представителство. Изкуството като мимезис има дълбоки корени във философията на Аристотел. Лео Толстой определя изкуството като директно средство за общуване на един човек с друг. Бенедето Кроче и Р.Д.Колингруд разширяват идеала за изкуство, защото според тях то изразява емоции и по същество то съществува в ума на създателя му. Теорията на изкуството като форма има своите корени във философията на Емануел Кант и е разработена в началото на 20 век от Роджър Фрай и Клайв Бел. По-късно мислители, повлияни от Мартин Хайдегер, тълкуват изкуството като средство, чрез който дадена общност развива за себе си свой начин за себеизразяване и интерпретация.

## История на изкуството

### Праистория
Най-старите документирани форми на изкуството достигнали до наше време са визуалните изкуства, малки статуетки, пещерни рисунки, скални рисунки и петроглифи от времето на Палеолита, датиращи преди около 40 000 години. Те представляват предимно ловни сцени и сцени от ежедневието. Тъй като отсъстват писмени документи от това време, е трудно да се дефинира и интерпретира значението на този вид изкуство.
Най-старите предмети на изкуството в света са серия от малки, пробити черупки от охлюви преди около 75 000 години, открити в пещера в Южна Африка. Контейнери, които са били използвани за съхраняване на бои са открити и те датират още отпреди 100 000 години. Гравирани черупки на 430000 и 540000 години са открити през 2014 г.

### Антично изкуство
Много велики традиции в изкуството имат своята основа в изкуството на поне една от най-големите древните цивилизации: Древен Египет, Месопотамия, Персия, Индия, Китай, Древна Гърция, Рим, както и на инките, маите и олмеките. Всеки от тези центрове на ранна цивилизация развива уникален и характерен стил в своето изкуство. Поради размера и продължителността на тези цивилизации повечето от творбите им са оцелели и тяхното влияние е предадено на други култури по-късно. Някои също предоставят първите записи за начина, по който художниците работят, поради наличието на писменост. Например в периода на гръцкото изкуство се наблюдава уважение към човешката физика и развитието на умения, за да се покажат мускулите, позата, красотата и анатомично правилните пропорции.
- Древен Египет

Поради силно религиозната същност на древноегипетското изкуство, то представя основно богове, богини и фараони (които също са се считали за богове). То се характеризира със строг ред. Линиите са ясни и обикновени, а формите изчистени и прости. Използват се хоризонтални и вертикални линии за да се постигнат верните пропорции и ред. За отбелязване на социалната йерархия се използва размера на фигурите, те са по-големи за стоящите по-високо в йерархията. Изкуството на Египет употребява също така символизъм, особено в цветовете. Синьото и зеленото символизират река Нил и живота. Жълтото е за Ра – богът на слънцето, а червеното е олицетворение на власт и сила. Освен това лицата на мъжете са се изобразявали с по-тъмен цвят, а на жените с по-светъл. Цветовете са се запазили значително добре през вековете поради сухия климат на Египет. Животните също имат символично значение.
- Месопотамия

Месопотамия много често е считана за люлка на цивилизацията. В нейните граници се раждат и развиват едни от най-известните антични цивилизации, оставили писменост и изкуство. Шумерите например (считани за една от първите цивилизации) се занимават с грънчарство и бижутерия. Във Вавилон започват да използват плочки и тухли като градивен материал най-вече поради изобилието на глина. Асирийците изработват изящна бижутерия от мед и злато, както и различни статуетки и съдове от порцелан и стъкло. Персийците строят най-вече палати и предмети, изработени от метал.
- Древен Китай и Индия

Планирането и строежа на градовете е свидетелство за силно развита култура и дълбоко разбиране на понятието пространство в архитектурата. Различни предмети на изкуството показват, че индийците са познавали анатомията на човешкото тяло. Индийското изкуство е много своеобразно и специфично. През бронзовата епоха са изработени множество артистични предмети от бронз за практически нужди, но също така и за религиозни ритуали. Китайското изкуство и промените в него се свързват с царуването на отделните династии. Една от най-големите забележителности на древен Китай остава Теракотената армия, която представлява ансамбъл от 8099 индивидуални статуи в действителен размер. Освен статуи на войни могат да се видят такива и на коне, карети, лъкове.
- Древна Гърция и Древен Рим

Една от най-древните цивилизации е Минойската цивилизация, зародила се на остров Крит. Хората от тази епоха са изработвали красива керамика и стенописи. Известни са и с маските от злато. Находките от Микена свидетелстват, че голяма част от това изкуство е заимствано от Минойското. Ярък пример е известната маска на Агамемнон. Принципно, античното гръцко изкуство се състои от 3 периода: архаичен период, класика и елинизъм. Това, което е достигнало до нас са различните видове глинени съдове, архитектурни забележителности и статуи. Древноримското изкуство започва като имитация на древногръцкото. Основните форми са архитектура, рисуване, скулптура и мозайка. Много от техните красиви мозайки са се запазили и до днес. Те също така изработват бижутерия и малки фигурки от стъкло и глина.

### Западно изкуство
Западно изкуство се нарича изкуството основно на Европа и някои други части на света с предимно европейско влияние. То обхваща огромен период от време и много различни жанрове – музика, литература, живопис, скулптура, архитектура, балет, театър, кино. Във византийското и готическото изкуство на средновековието влиянието на църквата, която настоява на изображението на библейската истина. Не се счита за нужно да се изобразява действителността и материалния свят. Лицата по рисунките обикновено са бледи, изпити, неизразителни. С раждането на Ренесанса изкуството се връща към живот с пространствени фигури и пейзажи. Разделя се на няколко основни периода, макар те да се припокриват и смесват един с друг в много от случаите.
- Италиански ренесанс – XIV до XVI век, който от своя страна се дели на Ранен ренесанс, Зрял ренесанс и Късен ренесанс. Основните характеристики на Ренесанса са връщането към методите и формите на гръцката и римската Античност, виждайки в нея пример за хуманистични и неаскетични отношения. Ренесанс настъпва в почти всички сфери на живота, включително и в изкуството. Терминът Ренесанс – възраждане е възприет за означаване на засиления интерес към античността, но с нагласата за новаторство. Макар че има различни мнения, преобладаващото е, че Ренесансът започва във Флоренция през XIV век[30]. Творчеството през Ренесанса е със светски и хуманистичен характер, а самите творци изоставят теоцентричните възгледи, и изобразяват човека като реално земно същество. Северен ренесанс е периодът на Ренесанса на територията на Нидерландия, Германия и Франция и се приема като отделно стилово направление, имащо някои различия с Ренесанса в Италия. За разлика от Италия, тук дълго се съхраняват традициите и обичаите на готическото изкуство, по-малко внимание се отделя на античното наследство и познанието на анатомията на човека.
- Маниеризъм – XVI век, развива се около 1520 г. като продължение на зрелия ренесанс. Продължава до около 1580 г. в Италия, когато го измества барокът. Стилистиката му обхваща различни подходи повлияни от хармоничните идеали, свързвани с художници като Леонардо да Винчи, Рафаело Санцио и Микеланджело Буонароти. Маниеризмът се отличава с интелектуалната си изтънченост и дава предимство на композиционното напрежение и нестабилност и отхвърля баланса и яснотата на ранната ренесансова живопис. Дворецът Естой в Португалия, стил барок
- Барок – XVII до XVIII век, стил в изкуството в Европа в продължение на почти два века, зародил се след Ренесанса в края на XVI век в Рим и изместен от Класицизма в края на 18 век. Популярността и успехът му са насърчавани от Римокатолическата църква, която решава, че в изкуството трябва директно да бъдат третирани религиозни теми. Характерни за Барока са преувеличените действия и лесната интерпретация на детайла, създавайки драматичен ефект, напрежение и великолепие. Наблюдава се величественост в скулптурата, картините, архитектурата, литературата, танците и музиката. Този стил е призван да прославя и пропагандира могъществото на властта, на аристокрацията, на църквата, но заедно с това и да изразява прогресивните за своето време идеи за сложността на мирозданието, за безграничността и многообразието на света, за неговата изменчивост. Човекът в стила барок е сложна личност, преживяваща драматични конфликти. Барокът не се стреми да съблюдава ренесансовата хармония – той търси по-емоционален контакт с публиката. Архитектурата по това време се отличава с пространствен размах, обтекаемост на криволинейните форми, сливане на обемите в динамична маса, богата скулптурна декорация, неразривно свързана с околното пространство. „Лорд Байрон“, Ричард Уестал, период на романтизма
- Рококо – средата на XVIII век, е стил в изобразителното изкуство и архитектурата, възникнал във Франция. Разпространява се главно в Западна и Централна Европа, но също така и в Русия. Намира широко приложение. Отличава се с грациозност, лекота и интимно-кокетен характер. Докато барокът въплъщава монументалната тържественост, рококото предпочита изяществото и лекотата. Тъмните, пищни цветове, тежката позлата на бароковия декор се сменят със светли тонове – розово, синьо, зелено и бяло.
- Неокласицизъм – XVII до XIX век, отличава се от барока с някои специфични особености. Художниците се вдъхновяват от идеите на Просвещението. Разумът, общественото начало, рационализмът на новото време са определящи за художниците на неокласицизма. Те черпят вдъхновение от гръцката и римската история като примери за граждански добродетели и за стремежа на изкуството да облагородява човешкия дух. Има голям брой архитектурни достижения от този период като библиотеката Мейтланд Робинсън и библиотеката Саклер на Робърт Адам в Англия.
- Романтизъм – XVIII до XIX век, интелектуално движение в изкуството и други сфери на живота, което се заражда от края на XVIII век в Европа и достига своя апогей в периода 1800 – 1850 г. Свързан е с индустриалната революция и бунта срещу аристократичното общество и нормите на Просвещението и срещу прекомерното научното рационализиране на природата. Романтизмът се свързва също така с либерализъм и радикализъм. Набляга върху емоциите и издига народното творчество и древните обичаи до нещо благородно, прави спонтанността желана черта и защитатва „естествената“ епистемология, например език и обичаи. Погледът се насочва към екзотичното, непознатото и азиатското изкуство. По този начин се цели овладяване на силата на въображението да предвижда и да се освобождава от действителността. Романтизмът възхвалява героичната индивидуалност и узаконява личното въображение като критична власт, която позволява свобода от класическите понятия за форми в изкуството. Има силна насоченост към историческа и природна неизбежност в представянето на идеите. Монументът Бузлуджа, социалистически реализъм.
- Реализъм – XIX век, характеризира се със стремежа към обективно и адекватно отразяване на социалната, психологическа, икономическа и политическа действителност в дадена страна. Терминът се заражда през XIX век и представителите на реализма отхвърлят идеализацията като се фокусират върху всекидневния живот на обикновените хора и го изобразяват такъв, какъвто е. Това е артистично движение, започнало във Франция след Революцията от 1848 г. Реалистите отхвърлят романтизма, който е доминиращ във френското изкуство преди това. Те въстават срещу екзотичните и изкуствени теми, както и преувеличената емоционалност и драма. Тяхната цел е да се опитат честно и точно да представят истински, типични свои съвременници и ситуации, без да избягват неприятните и неудобни аспекти на живота. Реалистичните творби изобразяват хора от всички класи. Социалистическият реализъм е вид нов художествен стил, появил се през XX век. с появата на СССР. Той има силна политическа насоченост и основната му задача е да насърчава и задълбочава идеите на социализма и комунизма. Стилът е представен при всички форми на изкуството: архитектура, литература, сценичните и визуалните изкуства.

### Източно изкуство
Под източно изкуство се разбира изкуството на Далечния изток, по-специално Китай, Индия, Япония, Лаос, Виетнам и Корея. То е повлияно от голямо разнообразие на култури и религии.
Източното изкуство като правило е близко до средновековното западно изкуство. То е израз на стремежа за красота и вътрешния ритъм на живот. От трите основни метода на художествен израз – линия, форма и маса – източното изкуство използва предимно масата. Характерно за това изкуство е че използва контури (нещо подобно на анимацията в наше време) и не отразява играта, пречупването и отражението на светлината. Обикновено основният цвят е монотонен, без нюанси и светлосенки. Но от друга страна то държи първенство по богатство и разнообразие от орнаменти. Колоритът в източното изкуство е условен, а в западното – естествен.

### Съвременно изкуство
Съвременно изкуство е изкуството, което се прави в настоящето. Разбира се, с течение на времето настоящето става минало и с това се променя съдържанието на думата съвременно изкуство. Някои считат за съвременно изкуството след Втората световна война, но други считат, че това определение е остаряло и за съвременно трябва да се счита изкуството след 1970 година. Седемдесетте години на ХХ век са избрани за отправна точка поради драстичните промени в културния и политически живот и възникването на постмодернизма.

## Дялове и категории на изкуството
Разграничението на изящно и пластично изкуство се установява окончателно в средата на XVIII век. Изящното изкуство обхваща графиката, скулптурата, живописта и мозайката от изобразителните изкуства, а в общ изкуствоведски план – още музиката, поезията, красноречието и танца. Пластичното изкуство обхваща архитектурата, приложното изкуство, декоративното изкуство, дизайна и неконвенционалните форми на изкуство.
Изкуството обаче често се разделя на по-специфични категории, като декоративни изкуства, визуални изкуства, сценични изкуства или литература. По този начин живописта е форма на визуално изкуство, а поезията е форма на литература. Някои примери са:

### Визуални изкуства
- Архитектура е изкуството на проектиране и изграждане на сгради. Понякога наричана „изкуство на пространството“ тя е технически процес и дизайн, който се опитва чрез различни материали и структури да организира пространството за използване от хора. Първоначално свързана с жилищно строителство, с течение на времето става разнообразна и специфична в различни видове за различни цели, от места за поклонение до военни съоръжения, от обществени сгради (кметства, училища, университети, болници, библиотеки, музеи) до фабрики, спортни съоръжения, мостове, пътища, транспортни станции (железопътни линии, пристанища, летища) и др.

- Бодиарт е изкуство в което човешкото тялото се използва като основа и служи за изразно средство. Включва рисуване върху тялото, татуировки, пиърсинг, грим, костюми, фризьорство и други. Бодиарт е възможност за използване на тялото за артистично себеизразяване и изследване на психо-социални територии.

- Дигитално изкуство, понякога наричано и компютърно изкуство се осъществява чрез дигитални медии, като например видео или компютър, свързани с интернет. Дигиталната технология трансформира много традиционни дейности като рисуването, скулптурата и музиката, докато нови форми като интернет изкуство, дигитално инсталационно изкуство и виртуалната реалност стават артистични практики.

- Декоративни и приложни изкуства Този вид изкуства имат както естетическо и декоративно, така и функционално значение. Тук са включени индустриален дизайн и интериорен дизайн. Като правило този вид изкуства се противопоставят на изящните изкуства, които като правило нямат функционалност.

- Графични изкуства са тези, които се правят чрез печатарски процес. По този начин към графичните изкуства се причисляват гравюрата, фотографията, калиграфията, компютърната графика, карикатурата или комиксите, както и всяка художествена дейност, която използва печатни носители. В неговото изпълнение са включени от една страна, създаването на дизайн и от друга страна, печат, обикновено на хартия. Графичните изкуства се появяват с изобретяването на печатарската преса от Йоханес Гутенберг около 1450 г. По-късно необходимостта от генериране на по-качествени продукти води до появата на предпечатна или фотомеханична техника.